# 21588 Gianelli
A 21588 Gianelli (ideiglenes jelöléssel 1998 SK157) a Naprendszer kisbolygóövében található aszteroida. A LINEAR projekt keretében fedezték fel 1998. szeptember 26-án.